# Cylindrothorax balteatus
Cylindrothorax balteatus là một loài bọ cánh cứng trong họ Cerambycidae.